# Grote geelrughoningzuiger
De grote geelrughoningzuiger (Aethopyga magnifica) is een zangvogel uit de familie Nectariniidae (honingzuigers).

## Verspreiding en leefgebied
Deze soort is endemisch op de westelijk-centrale Filipijnen, met name op Cebu, Negros, Panay, Sibuyan en Tablas.